# Chlorops infumatus
Chlorops infumatus är en tvåvingeart som först beskrevs av Becker 1910.  Chlorops infumatus ingår i släktet Chlorops och familjen fritflugor. Inga underarter finns listade i Catalogue of Life.